# NGC 523
NGC 523 (NGC 537) é uma galáxia espiral (Sbc/P) localizada na direcção da constelação de Andromeda. Possui uma declinação de +34° 01' 31" e uma ascensão recta de 1 horas, 25 minutos e 20,7 segundos.
A galáxia NGC 523 foi descoberta em 13 de Setembro de 1784 por William Herschel.